# Musica rock israeliana
La musica rock israeliana è la musica rock prodotta in Israele oppure scritta ed eseguita da musicisti israeliani.

## Storia

### L'introduzione del rock and roll
Sul finire degli anni '50 i generi musicali dominanti erano spesso collegati alla popular music ed alla musica folk dei luoghi di provenienza dei cittadini israeliani. Tra i generi più diffusi vi erano così la musica folk russa ed il klezmer dell'est europeo. Gli immigrati poi, contribuivano all'evoluzione del giusto musicale portando le musiche dei propri paesi, dal medio oriente, dalla Grecia e dagli Stati Uniti.
In questo periodo i dischi di rock and roll statunitense distribuiti in Israele non erano molti e la nuova musica trovava spesso ostilità ed ostracismo da parte della destra integralista religiosa ebraica. Anche se i nuovi generi musicali erano destinati a trovare sempre più consenso tra le giovani generazioni, non mancavano le condanne da parte di stampa e Governo. con accuse di volgarità e blasfemia.
Nel 1962 il comitato governativo approvò un concerto di Cliff Richard e della sua band, The Shadows, considerandolo un intrattenimento innocente, ma fu proprio questo concerto che ispirò molti successivi musicisti rock israeliani stimolandoli a prendere la chitarra in mano.

### Dopo la British Invasion
Dal 1964, con il fenomeno della British Invasion negli Stati Uniti e l'esplosione delle band inglesi in tutto il mondo, anche in Israele la musica rock iniziava ad essere assimilata nella cultura popolare locale nonostante le reticenze della politica: Nel 1965 il Ministro dell'istruzione Hanoch Rinot si rifiutò di finanziare il concerto dei Beatles descrivendo la loro musica come "di nessun valore artistico", mentre il mondo della cultura e della musica dell'epoca vedevano nel fenomeno solo una moda passeggera.
La diffusione della musica rock in Israele ebbe poi un brusco rallentamento a causa dell'euforia che seguì la Guerra dei sei giorni, che vide una grande divulgazione dei gruppi musicali delle Forze di difesa israeliane, con le loro canzoni sulla vittoria, sul lutto e sulla perdita. Il rock venne così relegato alle scene musicali alternative e clandestine, suonato principalmente in club come l'Hakarish e il Calypso, che avevano la fama di essere "covi di drogati". Ma come controparte, andava formandosi un retroterra che presto troverà ampio fermento, basato da un lato sull'entusiasmo per la cultura di massa, per il modernismo e per uno stile di vita moderno, e dall'altro sulla critica sociale e su tematiche controculturali come il "Make love, not war" ("Fate l'amore, non fate la guerra"). Tra le prime band dell'epoca vanno senz'altro menzionati The Churchills,, che già nel 1965 erano presenti nella scena, prima di cambiare formazione e riscuotere successi con nuovi brani in stile rock psichedelico.
Verso la fine del decennio il rock and roll si era ormai guadagnato la sua legittimità. I musicisti occidentali arrivarono in Israele e le influenze della "rivoluzione pop" permeavano la cultura locale. Ora che anche il rock israeliano si era guadagnato il suo spazio, i media e l'industria discografica cominciarono a rivolgergli l'attenzione. Tra gli esponenti di questa prima ondata rock israeliana c'erano band come Yarkon Bridge Trio, The High Windows, The Lions (aka The Lions of Juda), The Styles (aka Uzi and the Styles), The Fat and the Thins, The Blue Stars, The Goldstars, The New Stars, The Generals, The Monks, The Spiders, The Electric Stage, The Seventh Radiance e The Sing-Sing.

#### Tra rock strumentale, gruppi vocali, pop rock e garage-beat

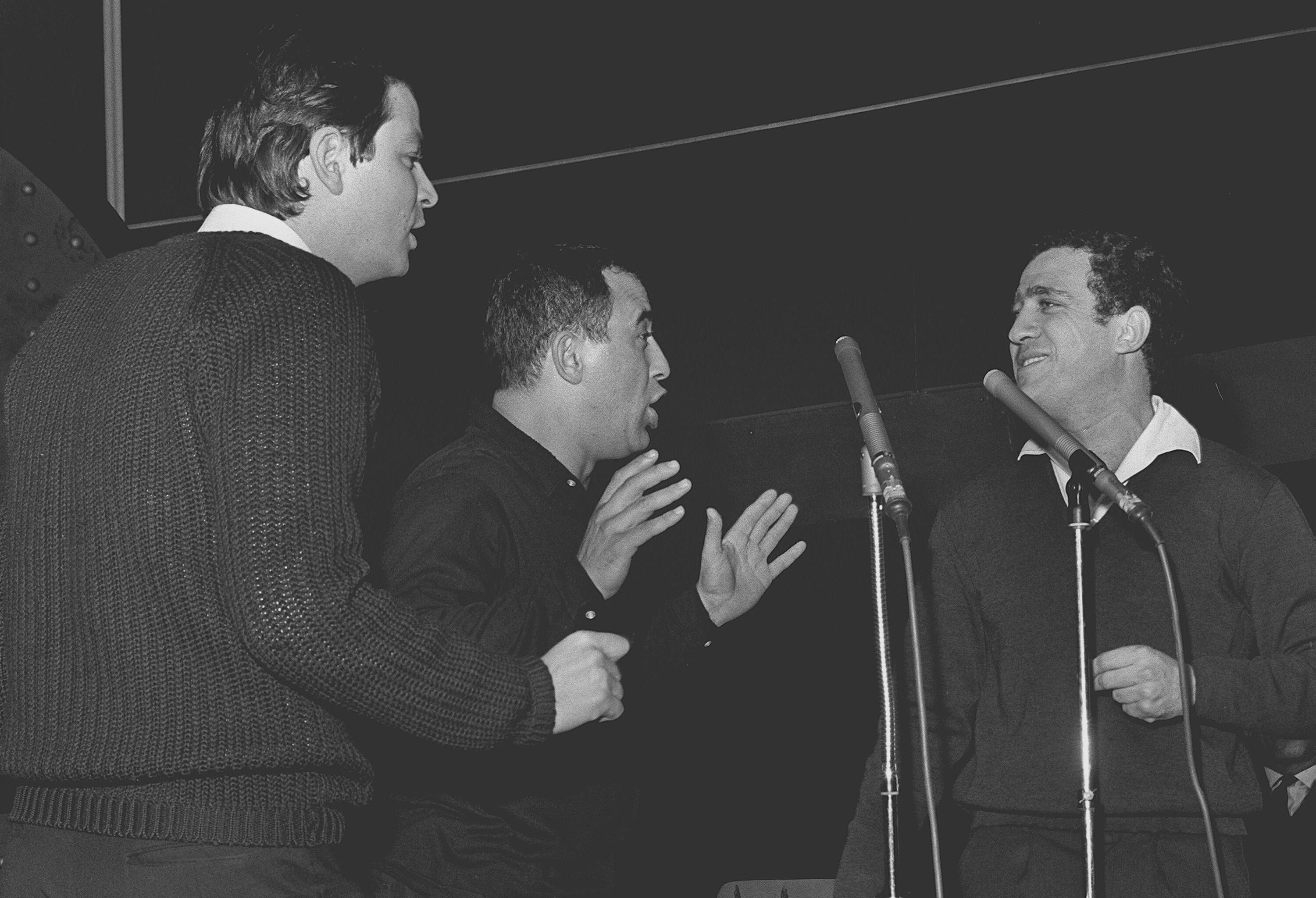
Yarkon Bridge Trio in una foto del 1964

Le prime band rock israeliane iniziarono a esibirsi a metà degli anni '60 nei club e nelle discoteche, prima a Ramla e successivamente in Hamasger Street a Tel Aviv. Queste band eseguivano principalmente versioni cover di famose canzoni rock di band come The Beatles e The Shadows. La cultura del rock, in senso sociale e politico, non era comunque ben vista e non veniva divulgata. Le incisioni di questo periodo sono molto rare, evitavano le tematiche sociali e di protesta tipiche del rock occidentale ed erano più vicine alla musica yéyé. Su questo filone Gila Adari pubblicò il suo primo singolo nel 1964 che raggiunse i primi posti della classifica israeliana e divenne poi conosciuta per le versioni ebraiche di canzoni del pop inglese, francese ed americano. Nello stesso anno il gruppo vocale Yarkon Bridge Trio pubblicava il suo 7" Dalia and the Sailors (Makolit, 1964), un disco che conteneva brani eseguiti nell'omonimo film in cui facevano una parodia dei Beatles. Era poi dell'anno successivo il loro primo album Ahava Rishona (Israphon, 1965 - in ebraico אהבה ראשונה‎?, lit. "Primo amore"). Nel 1966 Arik Einstein, che in seguito fu considerato uno dei padri del rock israeliano, pubblicò un omonimo 7" con la band Arik and the Einsteins, per poi unirsi a The High Windows e parallelamente portare avanti la carriera solista.
Nel 1967, quando nel resto del mondo il rock psichedelico era ormai dominante, in Israele venivano finalmente pubblicate band ispiravano a sonorità tra musica beat e garage rock furono pubblicate: The Fat & The Thin pubblicarono il loro singolo EP Attends / Everything's Alright / I'm A Travelin' Man / Sweet Wine (Hed-Arzi, 1967), Tami Adler & The Electric Stage pubblicarono il loro A New Kind Of Love/What A Wonderful Morning (CBS, 1967) e poi l'album omonimo (Hed-Arzi, 1967), Bezalel and the Sabras pubblicarono l'album Jerusalem Of Gold (Tikva Records, 1967) e i The Lions of Judea pubblicarono il loro primo EP 7" omonimo.
La compilazione del 1969 Beat Music Festival (Hed-Arzi, 1969) offriva uno spaccato della scena beat israeliana, proponendo delle pepite che perlopiù ebbero questa come unica pubblicazione. Tra queste band c'erano nomi come The New Stars, Tel Aviv Express, The Styles, The Fat & The Thin, The Mosquitoes e The Blue Stars.

#### Rock psichedelico
Il rock psichedelico arrivò in Israele degli anni di punta del genere e nel 1967 the High Windows, che si erano ispirati a the Doors, pubblicavano il loro primo singolo 7" Kol Hashavua Lach / David Et Goliath (El El Israel) (CBS, 1967) proponendo una miscela di pop e psichedelia.

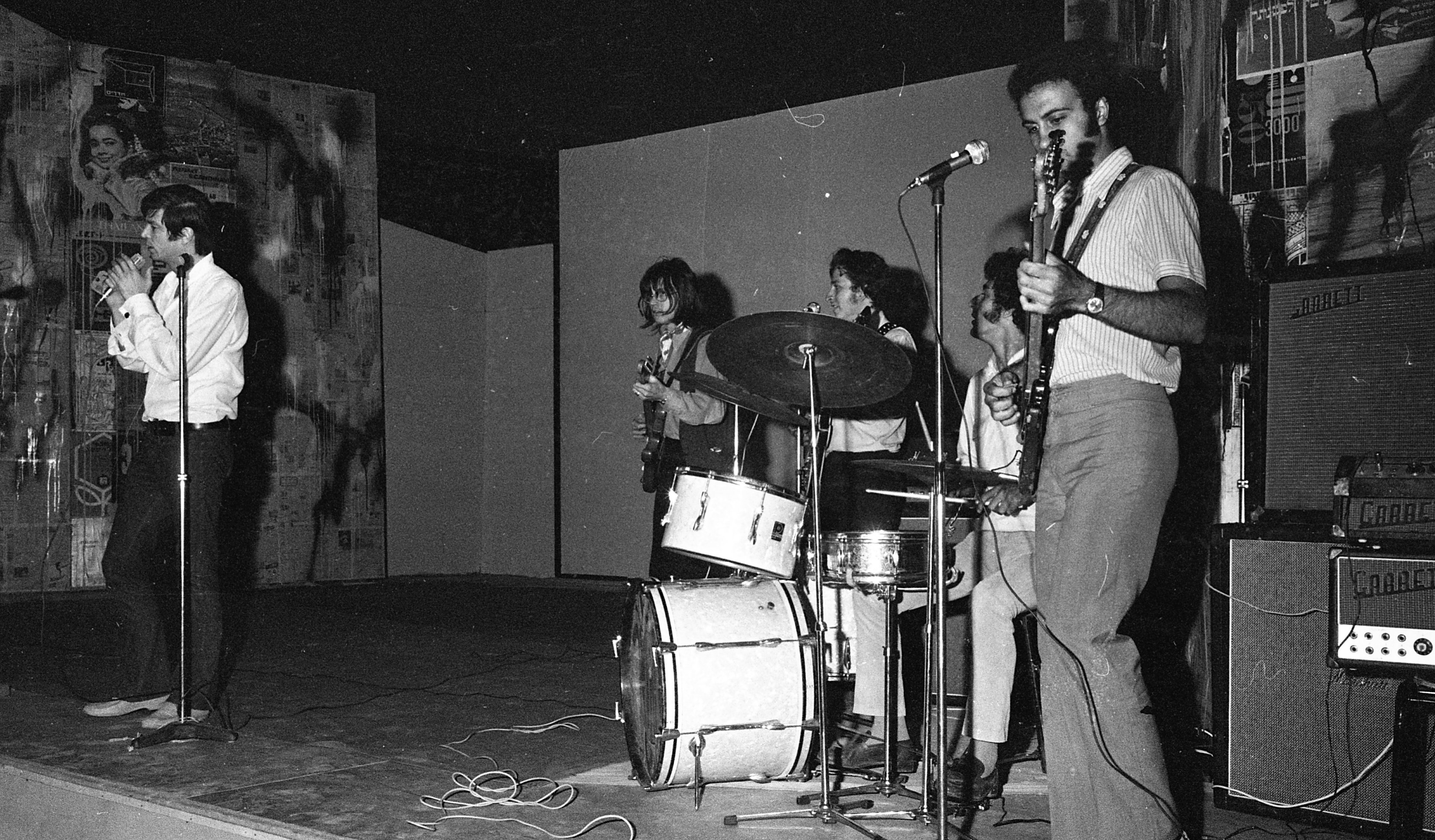
The Churchills in una concerto del 1969

The Churchills intanto erano attivi già dal 1965, ma con il cambio di formazione del 1967 e l'ingresso del chitarrista inglese Rob Huxley e del cantante americano Stan Solomon la band iniziò anche a comporre brani originali. Il loro primo successo fu Too Much in Love to Hear (CBS, 1968) e poi l'album Churchill's (Hed-Arzi, 1968) i cui brani erano stati composti per il film sperimentale A Woman's Case di Jaque Katmor. Con i dischi successivi la band si sposto su sonorità decisamente più hard rock. Ma dal 1969, con l'album Poozy (Phonodor), The Churchills divennero anche la backing band di Arik Einstein. Einstein, che con l'album precedente intitolato Capricorn (CBS, 1968) aveva già abbracciato la psichedelia, da qui in poi porterà avanti una proficua collaborazione con questa band.
Uzi & the Styles si formarono nel 1969 arrivando l'anno dopo a pubblicare l'album Friends (Hed-Arzi, 1970) dalle forti connotazioni psichedeliche. Il singolo Morning Train (Hed-Arzi, 1970) era invece caratterizzato da un suono molto più sporco e garage rock. Sempre dello stesso anno era l'album Bullshit 3 1/4 di Danny Ben Israel.

### I nuovi sottogeneri degli anni '70

#### Il rock progressivo
All'inizio degli anni '70, Israele aveva una fiorente scena rock progressiva. Uno dei primi artisti è stato Shlomo Gronich, il cui debutto nel 1971 Why Didn't You Tell Me? (Phonodor). Altre bande di rock progressivo degli anni '70 includevano Sheshet, Ktzat Acheret, Atmosphera. Sul versante Jazz rock / Fusion vanno menzionati gli Zingale, Mentre sul versante progressive folk vanno menzionati The Ashqelon Quilt.

#### Hard & Heavy
The Churchills ebbero una grande importanza anche nello sviluppo dell'Hard & Heavy nazionale, rendendo il loro suono sempre più duro e pubblicando nel 1969 Living Loving (Hed-Arzi, 1969), che era la cover del brano dei Led Zeppelin intitolato "Living Loving Maid (She's Just a Woman)".

### Punk e new wave

#### Punk rock
Nel 1978 Rami Fortis pubblicò l'album Plonter per la CBS, che da molti è considerato l'album più rumoroso ed un punto di svolta di questo periodo. Un'altra band punk rock israeliana furono gli Hot Killer, una band attiva dal 1976, ma che arrivò alla prima pubblicazione solo nel 1985.